# Lijst van rivieren in Venezuela

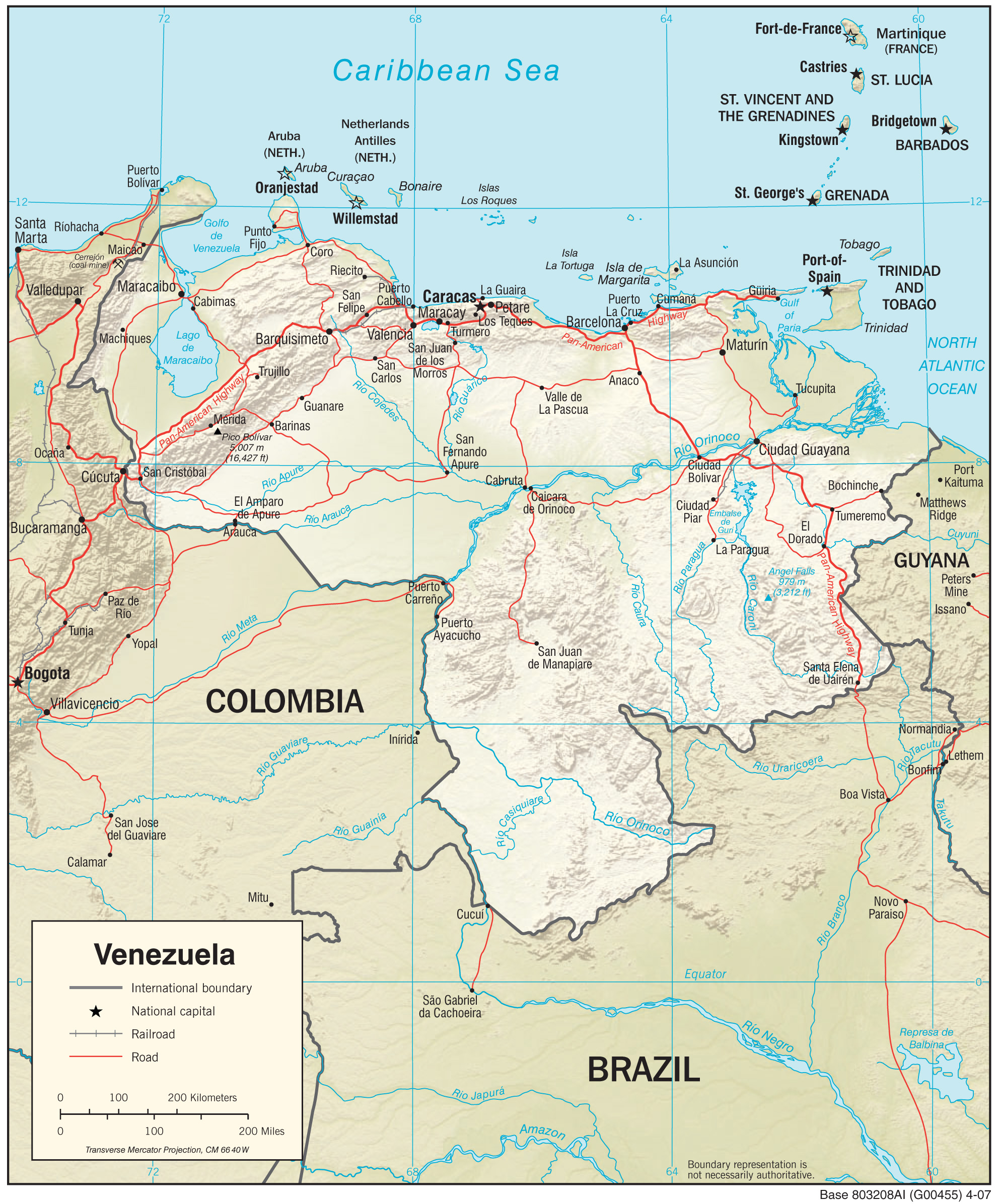
Kaart van Venezuela.

Dit is een lijst van rivieren in Venezuela. De rivieren zijn naar drainagebekken geordend en de opeenvolgende zijrivieren zijn ingesprongen weergegeven onder de naam van elke hoofdrivier. 

### Atlantische Oceaan

#### StroomgebiedAmazone
- Amazone (Brazilië)
  - Rio Negro
    - Casiquiare
      - Baria
        - Yatuá

      - Siapa
      - Pasimoni

    - Guainía
      - Conorochite

#### StroomgebiedEssequibo
- Essequibo (Guyana)
  - Mazaruni (Guyana)
    - Cuyuni
      - Wenamu
      - Corumpo
      - Yuruarí
      - Supamo

    - Kamarang

#### Stroomgebied Orinoco
- Orinoco
  - Rio Grande (aftakking die uitmondt in de Boca Grande)
    - Barima
    - Amacuro
    - Cuyubini
    - Aguirre

  - Caño Araguao (aftakking)
  - Caño Mariusa (aftakking)
  - Caño Macareo (aftakking)
  - Caño Tucupita (aftakking)
  - Caño Mánamo (aftakking die uitmondt in de Golf van Paria)
    - Tigre
      - Morichal Largo

    - Urecoa

  - Caroní
    - Paragua
      - Asa
      - Uinebona
      - Carutu

    - Carrao
      - Churun

    - Icabarú
    - Acaruay
    - Aponguao
    - Cuquenán

  - Caris
  - Aro
    - Arisa
    - Carapo

  - Pao
  - Guaicupa
  - Cabrutica
  - Mapire
  - Caura
    - Mato
    - Erebato
    - Merevarí

  - Zuata
  - Iguana
  - Cuchivero
  - Manapire
  - Guariquito
    - Mocapra

  - Apure
    - Guárico
      - Orituco
        - Memo

    - Portuguesa
      - Guanare
        - Caño Guanaparo (Guanare Viejo)
        - Bocono

      - Tiznados
      - Pao
      - Cojedes
        - San Carlos
          - Tinaco

        - Turbio

      - Acarigua
      - Quache

    - Caucagua
    - Masparro
    - Santo Domingo
    - Pagüey
    - Canagua
    - Caparo
    - Sarare
    - Uribante

  - Arauca
    - Cunaviche
    - Matiyure
      - Orichuna (Arichuna)

  - Chiviripa
  - Capanaparo
  - Suapure
  - Cinaruco
  - Parguaza
  - Meta
  - Sipapo
    - Cuao
    - Autana
    - Guayapo

  - Atabapo
  - Ventuari
    - Parú
    - Marieta
    - Manapiare

  - Cunucunuma
  - Casiquiare (aftakking)
  - Padamo
    - Matacuni

  - Ocamo
  - Mavaca
  - Manaviche

### Golf van Paria
- Caño Mánamo, zie onder Orinoco
- Guanipa
  - Amana
- San Juan
  - Guarapiche

### Caraïbische Zee
- Manzanares
- Neverí
  - Aragua
- Unare
  - Güere
  - Tamanaco
- Guapo
- Tuy
- Capayo
- Aroa
- Yaracuy
- Tocuyo
- Hueque
- Monay
  - Pedregal
- Maticora
- Limón
  - Socuy
  - Guasare

#### Meer van Maracaibo
- Motatán
- Chama
- Escalante
- Catatumbo
  - Zulia
    - Pamplonita (Colombia)
      - Táchira

  - Tarra
- Tucuro
- Apón
- Palmar

### Endoreïsch bekken
- Valenciameer
  - Tapatapa (El Limon)
  - Güey
  - Turmero
  - Aragua
  - Tocorón
  - Güigüe
  - Caño Central
    - Cabriales

  - Los Guayos
  - Guacara
  - Ereigue
  - Cura
  - Mariara